# Tanja Mencin
Tanja Mencin (psevdonim Juta Vennoni), slovenska pisateljica, 11. maj 1965, Šempeter pri Gorici.
Na trg se je prebila z romanom Harlekinov padec. Napisala je še osem knjižnih del, med njimi Skrajna meja, Varuhi v štirih delih (Viharna princesa, Enajsterica, Kriki usod, Potovanje k cilju), Čarodejka, Samorastniški blues in pesniška zbirka Piramida ali dotik neba.
Danes živi in ustvarja v Sevnici.